# Роже Гіймен
Роже Гіймен (фр. Roger Guillemin; 11 січня 1924, Діжон, Франція — 21 лютого 2024) — французько-американський вчений-ендокринолог, лауреат Нобелівської премії з фізіології або медицини 1977 року, «за відкриття, пов'язані з секрецією пептидних гормонів мозку», яку він розділив разом з Ендрю Шаллі.

## Біографія
Роже Гіймен народився в Діжоні, Франція. Закінчив університет Бургундії, потім здобув медичну ступінь в університеті Ліона в 1949 році після чого деякий час працював лікарем у маленькому селі в Бургундії. Після цього він переїхав до Монреаля, щоб працювати з Гансом Сельє в Інституті експериментальної медицини та хірургії Монреальського університету, де отримав ступінь доктора філософії у 1953 році. У 1965 році він став натуралізованим громадянином США. Після захисту дисертації Гіймен отримав позицію в Бейлорівськом медичному коледжі (Х'юстон), а з 1970 року і до виходу на пенсію у 1989 році працював у Сан-Дієго.